# Bromley
Bromley là một thành thị ngoại ô lớn nằm ở phía đông nam Luân Đôn, Anh và là trụ sở hành chính của Khu Bromley của Luân Đôn. Vị trí của nó đã khiến nơi đây trở thành tuyến đường xe bốn bánh và là trạm xe lửa xuất hiện ở đây vào năm 1858 mở khóa cho sự phát triển và lịch sử kinh tế của Bromley, trở thành một trung tâm thương mại và bán lẻ.
Bromley nằm cách 9,3 dặm (15 km) về phía đông nam của Charing Cross và là một trong những trung tâm đô thị quan trọng trên Bản đồ quy hoạch Luân Đôn.